# 咖哩牛腩
咖哩牛腩是一種咖哩印度菜式，流行於香港，把印度的咖哩與中國廣東的牛腩結合起來，是一道中印合璧的混合菜，而其起源與香港的殖民地歷史有關。

## 起源

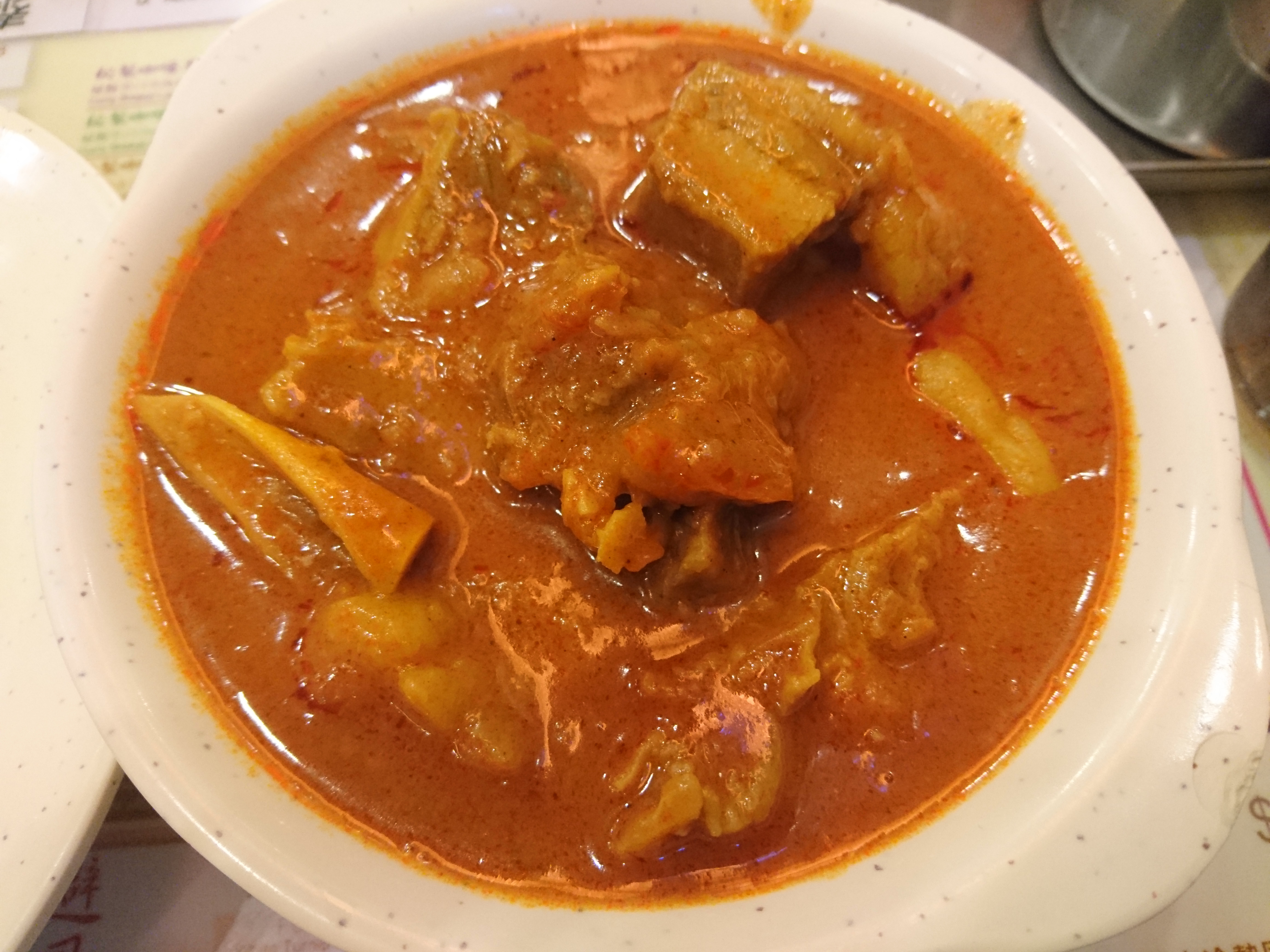
茶餐廳售賣的咖哩牛腩

咖哩流行於香港，與香港在十九世紀中葉起成為英國殖民地有關。香港在1841年被割讓予英國後，不久英國人就在香港建立維持治安的警隊，因為印度早已成為英國的殖民地，所以不少印度人不但為英軍服務，還跟隨英國人來到香港，在英國人的統籌下在駐港英軍服役或是當香港警察，而當時印度人的地位雖然遠低於英國人，但仍比華人的地位高，而這些印度人來到香港工作，也把咖哩香料及烹調方法帶到香港。
雖然印度人跟隨英國統治者而把咖哩香料帶來香港，但印度人因為信奉印度教而把牛隻視為神靈，不會食用牛肉。中國大陸當時仍是傳統農業社會，出於尊敬牛隻對耕作的貢獻，同樣很少食用牛肉，而且咖哩也不是中國的傳統食品。可是英國統治香港後，香港人逐漸採納西方的飲食文化而把牛肉入饌。因為香港人認為牛腩最能突顯牛肉的味道，所以香港人特別喜歡吃炆牛腩。由於製作咖哩的香料隨着印度人在香港定居而容易取得，於是香港人使用咖哩香料來炆牛腩，咖哩的香辣與牛腩的濃郁配合起來的美味，深得食客喜愛，所以咖哩牛腩便在香港流行起來，更因為其出現反映香港的歷史背景，而成為具有香港特色的菜餚。1960年香港報章的家庭日常食譜中，便有專欄介紹咖哩牛腩的烹調方法。

## 普及
現今，咖哩牛腩是香港茶餐廳及港式快餐的常見菜式，在午餐及晚餐時段皆有供應。咖哩牛腩通常與白飯一起進食，如果兩者以同一碟上菜，便成為咖哩牛腩飯。另外，香港還有一種稱為咖哩牛腩煲或咖哩牛腩鍋的煲仔菜。